# Henryk Goik
Henryk Jan Goik (ur. 28 sierpnia 1941 w Jastrzębiu-Zdroju, zm. 29 lipca 2024 w Katowicach) – polski prawnik, doktor habilitowany nauk prawnych, nauczyciel akademicki Uniwersytetu Śląskiego i innych uczelni, specjalista w zakresie prawa cywilnego, ambasador RP w Laosie (1997–2001).

## Życiorys
W 1964 ukończył studia prawnicze na Wydziale Prawa i Administracji Uniwersytetu Jagiellońskiego. W latach 1964-1967 pracował w Śląskiej Dyrekcji PKP w Katowicach, w 1967 rozpoczął pracę na Uniwersytecie Śląskim w Katowicach. W 1973 na Wydziale Prawa i Administracji Uniwersytetu Śląskiego na podstawie napisanej pod kierunkiem Mieczysława Sośniaka rozprawy pt. Umowa przewozu towarów w transporcie lądowym jako typ umowy o świadczenie na rzecz osoby trzeciej otrzymał stopień naukowy doktora nauk prawnych nauk prawnych w zakresie prawa, specjalność: prawo prywatne międzynarodowe, prawo cywilne. Na tym samym wydziale w 1986 uzyskał stopień doktora habilitowanego nauk prawnych w zakresie prawa. W 1991 został profesorem nadzwyczajnym Uniwersytetu Śląskiego. W latach 2007–2011 był rektorem Wyższej Szkoły Zarządzania i Nauk Społecznych im. ks. Emila Szramka w Tychach. Pracował też w Górnośląskiej Wyższej Szkoły Handlowej im. Wojciecha Korfantego w Katowicach.
W 1990 został delegatem pełnomocnika rządu ds. reformy samorządu terytorialnego w woj. katowickim, w latach 1991-1996 był dyrektorem generalnym Urzędu Rady Ministrów, równocześnie w latach 1995-1996 pełnomocnikiem rządu ds. zagospodarowania mienia przejętego od wojsk Federacji Rosyjskiej. W latach 1997–2001 kierował jako chargé d’affaires ambasadą Rzeczypospolitej Polskiej w Laosie.
W latach 1994-2019 był arbitrem w Trybunale Arbitrażowym ds. Sportu przy Polskim Komitecie Olimpijskim. Był członkiem Śląskiego Społecznego Komitetu Poparcia Jarosława Kaczyńskiego w wyborach prezydenckich w 2010.
Był Honorowym Obywatelem Bornego Sulinowa.

## Wybrane publikacje
- Chińskie przystanki (2015)
- Ślady w sercach i pamięci : Kenia, Zanzibar, Tanzania (2013)
- Biblijne zegary nad Oceanem Indyjskim (2011)
- Sekretna moc słów chłopca z Laosu (2011)
- Umowa najmu samochodu ciężarowego wraz z kierowcą (1985)
- Ubezpieczenie mienia jednostek gospodarki uspołecznionej w transporcie a odpowiedzialność przewoźnika (1979)
- Roszczenia regresowe w stosunkach między Przedsiębiorstwem Spedycji Krajowej a Polskimi Kolejami Państwowymi i Państwową Komunikacją Samochodową (1976)
- Umowa przewozu przesyłek w transporcie lądowym jako rodzaj umowy o świadczenie na rzecz osoby trzeciej (1975)[10]